# N373 (België)
De N373 is een gewestweg in België tussen Reningelst (N304) en Loker (N315). De weg heeft een lengte van ongeveer 3 kilometer.
De gehele weg bestaat uit twee rijstroken voor beide rijrichtingen samen.